# Juan José Garrido
Juan José Garrido Koechlin (Lima, 16 de marzo de 1972) es un economista y analista político peruano. Desde mayo de 2018 hasta diciembre de 2020 fue director del diario El Comercio. Hoy dirige la consultora Options Lab, especializada en escenarios, opciones y estrategia.  

## Biografía
Hijo de Juan Garrido Pinzón y María Eugenia Koechlin von Stein. Asimismo, es nieto del diputado constituyente Marco Antonio Garrido Malo y sobrino del automovilista Jorge Koechlin von Stein y del empresario Pedro Koechlin von Stein.
Estudió en el Colegio de los Sagrados Corazones Recoleta y en el Colegio Markham de la ciudad de Lima. Posteriormente, hizo estudios de economía en la universidad jesuita St. Edward's en Austin, Texas. Luego, estudió un MBA en St. Edward's (2001) y un Executive MBA en la Universidad de Quebec en Montreal (2006). Obtuvo el grado de Doctor en Ciencias Administrativas (PhD en Management Sciences) por la escuela ESADE de Barcelona en el 2007 con la más alta calificación grado summa cum laude.
Condujo el programa Rumbo Económico en Canal N de la televisión por cable. Durante varios años fue columnista semanal de diarios locales, incluyendo el diario El Comercio, en temas políticos y económicos. 
Fue director ejecutivo de SEP (Soluciones Empresariales contra la Pobreza) y cofundador y presidente del Instituto Acción, enfocado en ideas (think tank) en áreas político-económicas que pretende servir como vehículo de transmisión de políticas públicas óptimas dentro de una visión de libre mercado.
Ha tenido experiencia en directorios tanto corporativos como institucionales, así como en la cátedra universitaria. 
En septiembre del año 2013, el directorio de Prensa Popular SAC lo nombró director periodístico del diario Perú 21, reemplazando a Fritz Du Bois Freund desde el 1 de octubre del año 2017. En junio del 2018 asumió la dirección periodística del diario El Comercio, en reemplazo de Fernando Berckemeyer Olaechea, cargo que ocupó hasta el 15 de diciembre del 2020. Posteriormente, en marzo del 2021 formó la consultora Options Lab, especializada en estrategia, escenarios y opciones.
En 2020 fue elegido la persona más influyente de la prensa escrita según la Encuesta del Poder.